# قبر کم‌عمق
قبر کم‌عمق (انگلیسی: Shallow Grave) فیلمی در ژانر کمدی سیاه جنایی و نخستین تجربهٔ کارگردانی فیلم بلند دنی بویل است که در سال ۱۹۹۴ منتشر شد. ایوان مک‌گرگور، کریستوفر اکلستون و کری فاکس ستارگان فیلم هستند. داستان فیلم درباره گروهی از هم‌اتاقی‌ها در ادینبرو است که پس از تکه‌تکه کردن و دفن یک مستأجر جدید و مرموز که فوت کرده و مبلغ زیادی پول نقد از خود به‌جای گذاشته، زنجیره‌ای از اتفاقات را رقم می‌زنند.
قبر کم‌عمق به‌طور کلی نقدهای مثبتی از سوی منتقدان دریافت کرد و با فروش ۱۹٫۸ میلیون دلار در سراسر جهان، یک موفقیت تجاری بود.

## بازیگران
- کری فاکس در نقش جولیت
- کریستوفر اکلستون در نقش دیوید
- ایوان مک‌گرگور در نقش الکس
- کیت آلن در نقش هوگو
- کن استات در نقش کارآگاه مک‌کال
- پیتر مولان در نقش اندی
- کالین مک‌کریدی در نقش کامرون